# 足立区立竹の塚中学校
足立区立竹の塚中学校（あだちくりつ たけのつかちゅうがっこう）は、東京都足立区にある区立の中学校。

## 概要
昭和59年度の卒業生数は358名を数えたが、2007年4月時点の生徒数185名、6クラスとなっている。
2011年では、一年生一クラス（約28人）しか入学しなかったため、生徒を呼び込むために2012年からの女子生徒の制服を変更した。
また、2013年に入学した一年生は15年ぶりの3クラスとなり、2015年の運動会では20年ぶりに三学年3クラスで色分けされ実施された。

## 沿革
- 1970年 - 開校、当初は足立区立渕江中学校の校舎を借り受けた。校歌制定。（作詞、米津千之、作曲、渡辺浦人）
- 1988年 - 陶芸小屋設置。

## 所在地
- 東京都足立区西保木間4丁目12番地13号
- 東武鉄道伊勢崎線竹ノ塚駅からバスで足立清掃工場前から徒歩4分

## 周辺
- 足立区立西保木間小学校
- 足立清掃工場
- 毛長川（埼玉県草加市と接している）

## 部活動
- バレーボール部 関東中学校バレーボール大会3回戦（1978年）
- 東京都中学校吹奏楽コンクールB組金賞